# Fleurydora felicis
Fleurydora felicis är en tvåhjärtbladig växtart som beskrevs av Auguste Jean Baptiste Chevalier. Fleurydora felicis ingår i släktet Fleurydora och familjen Ochnaceae. Inga underarter finns listade i Catalogue of Life.